# Coelogyne integerrima
Coelogyne integerrima är en orkidéart som beskrevs av Oakes Ames.
Coelogyne integerrima ingår i släktet Coelogyne och familjen orkidéer. Artens utbredningsområde är Filippinerna. Inga underarter finns listade i Catalogue of Life.